# Ronde van Frankrijk 2021/Negentiende etappe
De negentiende etappe van de Ronde van Frankrijk 2021 werd verreden op 16 juli met start in Mourenx en finish in Libourne.

## Verloop
Een groep van vier reed weg. Na een tegenaanval uit het peloton groeide de kopgroep tot twintig man. Op 25 kilometer voor de streep reed Mohorič weg en hij kwam solo over de streep.

## Uitslag
| Mourenx – Libourne (207 km) |                    |                                    |          |
| Plaats                      | Naam               | Ploeg                              | Tijd     |
| 1                           | Matej Mohorič      | Bahrain-Victorious                 | 4u19'17" |
| 2                           | Christophe Laporte | Cofidis                            | + 58"    |
| 3                           | Casper Pedersen    | Team DSM                           | z.t.     |
| 4                           | Mike Teunissen     | Team Jumbo-Visma                   | + 1'02"  |
| 5                           | Nils Politt        | BORA-hansgrohe                     | + 1'08"  |
| 6                           | Edward Theuns      | Trek-Segafredo                     | + 1'08"  |
| 7                           | Michael Valgren    | EF Education-Nippo                 | z.t.     |
| 8                           | Georg Zimmermann   | Intermarché-Wanty-Gobert Matériaux | z.t.     |
| 9                           | Anthony Turgis     | TotalEnergies                      | + 1'10"  |
| 10                          | Jasper Stuyven     | Trek-Segafredo                     | z.t.     |

| Algemeen klassement |                   |                     |           |
| Plaats              | Naam              | Ploeg               | Tijd      |
| Gele trui           | Tadej Pogačar     | UAE Team Emirates   | 79u40'09" |
| 2                   | Jonas Vingegaard  | Team Jumbo-Visma    | + 5'45"   |
| 3                   | Richard Carapaz   | INEOS Grenadiers    | + 5'51"   |
| 4                   | Ben O'Connor      | AG2R-Citroën        | + 8'18"   |
| 5                   | Wilco Kelderman   | BORA-hansgrohe      | + 8'50"   |
| 6                   | Enric Mas         | Movistar Team       | + 10'11"  |
| 7                   | Aleksej Loetsenko | Astana-Premier Tech | + 11'22"  |
| 8                   | Guillaume Martin  | Cofidis             | + 12'46"  |
| 9                   | Peio Bilbao       | Bahrain-Victorious  | + 13'48"  |
| 10                  | Rigoberto Urán    | EF Education-Nippo  | + 16'25"  |
|                     |                   |                     |           |
| 17                  | Dylan Teuns       | Bahrain-Victorious  | + 49'33"  |

## Nevenklassementen
| Puntenklassement |                  |                       |        |
| Plaats           | Naam             | Ploeg                 | Punten |
| Groene trui      | Mark Cavendish   | Deceuninck–Quick-Step | 304    |
| 2                | Michael Matthews | Team BikeExchange     | 269    |
| 3                | Sonny Colbrelli  | Bahrain-Victorious    | 216    |

| Bergklassement |                  |                    |        |
| Plaats         | Naam             | Ploeg              | Punten |
| Bolletjestrui  | Tadej Pogačar    | UAE Team Emirates  | 107    |
| 2              | Wout Poels       | Bahrain-Victorious | 88     |
| 3              | Jonas Vingegaard | Team Jumbo-Visma   | 82     |

| Jongerenklassement |                  |                   |           |
| Plaats             | Naam             | Ploeg             | Tijd      |
| Witte trui         | Tadej Pogačar    | UAE Team Emirates | 79u40'09" |
| 2                  | Jonas Vingegaard | Team Jumbo-Visma  | + 5'45"   |
| 3                  | David Gaudu      | Groupama-FDJ      | + 18'42"  |

| Ploegenklassement |                    |            |
| Plaats            | Ploeg              | Tijd       |
|                   | Bahrain-Victorious | 239u22'04" |
| 2                 | EF Education-Nippo | + 23'25"   |
| 3                 | Team Jumbo-Visma   | + 1u15'32" |
| 4                 | INEOS Grenadiers   | + 1u30'06" |
| 5                 | AG2R-Citroën       | + 1u30'41" |

## Opgaves
- Miguel Ángel López (Movistar Team): Niet gestart
- Michael Woods (Israel Start-Up Nation): Niet gestart

1e etappe ·
2e etappe ·
3e etappe ·
4e etappe ·
5e etappe ·
6e etappe ·
7e etappe ·
8e etappe ·
9e etappe ·
10e etappe ·
11e etappe ·
12e etappe ·
13e etappe ·
14e etappe ·
15e etappe ·
16e etappe ·
17e etappe ·
18e etappe ·
19e etappe ·
20e etappe ·
21e etappe
Startlijst · Eindstanden · Afbeeldingen